# Dmitrij Gustanovič von Fölkersam
Il barone Dmitrij Gustanovič von Fölkersam (Nīca, 29 aprile 1846 – Tsushima, 24 maggio 1905) è stato un ammiraglio russo.

## Biografia
Discendente da un'antica famiglia aristocratica tedesca del Mar Baltico con una lunga storia di servizio per l'Impero russo, Dmitrij era il figlio Gustav von Fölkersam, un generale dell'esercito imperiale russo. Suo nonno era stato l'amministratore delegato della Tul'skij oružejnyj zavod. Suo nipote era Adrian von Fölkersam.

## Carriera
Entrò nel Corpo dei Cadetti Navale nel 1860. Nel 1871 venne promosso a tenente, servì come ufficiale di artiglieria a bordo della corazzata Pervenets nel 1883. Il 26 febbraio 1885 venne promosso a capitano.
Nel 1891 fu nominato comandante del tagliatore Dzhigit ed è stato promosso al grado di capitano. Dal 1º gennaio 1893 venne nominato comandante della Imperator Nikolai I e dal 1º gennaio 1895 al 12 ottobre 1899 venne trasferito alla flotta del Pacifico.
Fu promosso a Contrammiraglio il 6 dicembre 1899. Dal febbraio 1900 fu capo di una commissione per il miglioramento dello stato di artiglieria navale e due anni più tardi divenne comandante della scuola di artiglieria navale per la flotta russa del Baltico a San Pietroburgo. Durante la guerra russo-giapponese, Fölkersam fu nominato comandante della II divisione corazzata della II flotta del Pacifico. Lo squadrone partì dal Mar Baltico, il 15 ottobre 1904 al comando dell'ammiraglio Zinovij Petrovič Rožestvenskij in un viaggio intorno alla punta meridionale dell'Africa, attraverso l'Oceano Indiano e il nord dello Stretto di Tsushima nel tentativo di alleviare il blocco giapponese di Port Arthur. Fölkersahm era già gravemente malato di cancro. Rožestvenskij era a conoscenza della condizione di salute di Fölkersam, e quando la flotta raggiunse Tangeri, gli assegnò il comando indipendente costituito da cinque navi da guerra più grandi e diversi mezzi di trasporto, che transitarono dal Canale di Suez per raggiungere la flotta principale a Nossi Bé in Madagascar.

## Morte
Tuttavia morì il 24 maggio 1905, poco prima di raggiungere il Mar del Giappone. Rožestvenskij, colpito molto dalla sua morte, ordinò che la notizia fosse tenuta segreta all'equipaggio e al resto della flotta.
Il suo corpo fu messo nella cella frigorifera della nave e la sua bandiera rimase sull'albero della Oslâbâ. Durante la Battaglia di Tsushima, l'Oslâbâ fu la prima nave ad essere affondata dalla Marina imperiale giapponese e il suo corpo andò a fondo con la sua nave.